# Oliverio Rincón
Oliviero Rincón Quintana (* 24. April 1968 in Duitama, Boyacá) ist ein ehemaliger kolumbianischer Radrennfahrer.
Rincón startete seine Profikarriere 1990 beim kolumbianischen Radsportteam Postobón-Manzana. Seine größten Erfolge sind die Etappensiege bei den Grand Tours Tour de France 1993, Vuelta a España 1993, Giro d’Italia 1995 und Vuelta a España 1996. 1989 gewann er die Vuelta a Antioquia.

Nach dem Ende seiner Karriere als Aktiver nach Ende der Saison 1998 wurde er 2012 Sportlicher Leiter beim Team Colombia. Hier war er für die europäischen Rennen zuständig. Diese Tätigkeit übte er bis 2015 aus.
Im Jahr 2000 wurde Rincón zweimal entführt und jedes Mal unversehrt von den Entführern wieder freigelassen.

Ricons älterer Bruder Daniel Rincón war ebenfalls Radrennfahrer.

## Erfolge
1990
- Clásica Nacional Marco Fidel Suárez

1991
- Gesamtwertung und zwei Etappen Escalada a Montjuïc
- eine Etappe Burgos-Rundfahrt

1993
- eine Etappe Tour de France
- eine Etappe Vuelta a España
- eine Etappe Critérium du Dauphiné Libéré

1994
- Classique des Alpes

1995
- eine Etappe Giro d’Italia

1996
- eine Etappe Vuelta a España

## Grand-Tours-Platzierungen
| Grand Tour            | 1990 | 1991 | 1992 | 1993 | 1994 | 1995 | 1996 | 1997 | 1998 |
| --------------------- | ---- | ---- | ---- | ---- | ---- | ---- | ---- | ---- | ---- |
| Giro d’ItaliaGiro     | –    | –    | –    | –    | –    | 5    | –    | –    | –    |
| Tour de FranceTour    | –    | –    | –    | 16   | DNF  | –    | –    | –    | DNF  |
| Vuelta a EspañaVuelta | –    | 10   | DNF  | 4    | 5    | 62   | 49   | –    | –    |

| Weltmeisterschaft   | 1990 | 1991 | 1992 | 1993 | 1994 | 1995 | 1996 | 1997 | 1998 |
| ------------------- | ---- | ---- | ---- | ---- | ---- | ---- | ---- | ---- | ---- |
| StraßenrennenStraße | –    | –    | 39   | DNF  | –    | 8    | –    | –    | –    |